# Embolia gassosa arteriosa
L'embolia gassosa arteriosa (EGA), è una grave patologia da decompressione a cui può andare incontro un subacqueo, che si manifesta con la presenza di bolle di gas all'interno della circolazione sanguigna.

## Cause
La principale causa dell'EGA è un'estrema sovradistensione polmonare che arriva a un punto tale da causare lacerazioni nel tessuto polmonare, facendo quindi penetrare nella circolazione arteriosa emboli gassosi. Quindi normalmente l'EGA è indice di mancato rispetto delle norme di sicurezza durante l'attività subacquea, come una risalita troppo veloce rispetto alla velocità di sicurezza di 9/10 metri al minuto oppure l'interruzione dell'attività respiratoria sempre durante la risalita, in particolare durante gli ultimi metri prima della superficie, e la conseguente dilatazione dell'aria contenuta nei polmoni col diminuire della pressione.
La risalita troppo veloce verso la superficie viene definita, nei casi più seri, risalita a pallone, questo perché quando tali incidenti si verificano nell'immersione con attrezzatura da palombaro, il palombaro stesso emerge in superficie con la tuta completamente gonfia, per l'appunto simile a un pallone.
In casi più rari, l'EGA è causata dall'intrappolamento dell'aria all'interno del polmone, generalmente causato dalla presenza di altre patologie polmonari o da particolari conformazioni anatomiche.
Persone che soffrono o hanno sofferto di disfunzioni polmonari, sia barotraumi sia altre patologie come enfisemi o asma, sono particolarmente esposti al rischio di EGA durante la risalita.
Un'ulteriore causa di EGA può essere la presenza di un Forame ovale pervio (FOP) associato all'uso della Manovra di Valsalva durante un'immersione ripetuta.

## Sintomi
L'EGA si manifesta solitamente in forma traumatica, generalmente appena raggiunta la superficie o anche pochi attimi prima di aver terminato la risalita.
I sintomi consistono in vertigini, disorientamento, difficoltà respiratorie, disturbi cardiaci, pallore, cianosi, visione offuscata. È possibile che l'infortunato avverta un forte dolore al petto durante la risalita, sintomo della rottura del tessuto polmonare.
Da notare che solitamente la risalita è effettuata con la testa verso l'alto, quindi le bolle di sangue tenderanno verso i tessuti nella parte alta del corpo: quindi perdita di coscienza o la comparsa di altri sintomi neurologici all'uscita dall'acqua o nei minuti immediatamente successivi devono sempre far sospettare una possibile EGA e quindi richiedono un intervento immediato.

## Segni
I segni di questa patologia consistono in sanguinamento dalla bocca o dal naso, debolezza, paralisi, perdita di coscienza, convulsioni, arresto respiratorio e, nei casi più gravi, morte.

## Terapia
In caso di diagnosi dei sintomi dell'EGA, il trattamento in camera iperbarica deve essere il più rapido possibile per limitare i danni. Da tener presente sempre i principi base del pronto soccorso in caso di incidente in acqua nel soccorrere l'infortunato. Il trattamento con ossigeno può essere utile durante il trasporto per cercare di ridurre i possibili danni.

## Prevenzione
La causa principale dell'EGA è la risalita dalla profondità di un subacqueo con ARA in apnea (cioè senza effettuare inspirazioni, ma soprattutto espirazioni). Infatti anche solo interrompere la respirazione per pochi metri durante la risalita espone al rischio di sovradistensione e questo soprattutto in vicinanza della superficie. Sappiamo infatti che per effetto della Legge di Boyle-Mariotte la pressione da 0 a 10 metri di profondità passa da 1 a 2 bar (cioè raddoppia). Risalendo quindi da 10 metri alla superficie l'aria contenuta nei nostri delicati polmoni espandendosi, aumenterebbe il volume del doppio con le ovvie pericolose conseguenze.
Altre cause possono essere eventuali stati patologici che provocano "intrappolamento" d'aria in zone polmonari circoscritte, come, ad esempio, la bronchite o l'asma, o eventuali malformazioni anatomiche. Per questo è sempre doveroso non immergersi in presenza di tali patologie ed effettuare ricorrenti controlli medici.
Può aversi altresì sovradistensione polmonare, e nei casi più gravi EGA, anche nelle immersioni in apnea, nel caso in cui l'apneista inspiri aria compressa in profondità ed effettui la risalita senza espellerla. Questo è un incidente molto comune nel caso in cui a un apneista, irresponsabilmente, in profondità, venga offerta aria da un subacqueo munito di autorespiratore. L'apneista, infatti, per sua forma mentis potrebbe effettuare la risalita senza espirare parte dell'aria inalata, che si espande poi nei polmoni per effetto della diminuzione di pressione.